# Маряново (Цехановський повіт)
Маряново (пол. Marianowo) — село в Польщі, у гміні Сонськ Цехановського повіту Мазовецького воєводства.
У 1975-1998 роках село належало до Цехановського воєводства.